# Валада
Валада (порт. Valada)  —  район (фрегезия) в Португалии,  входит в округ Сантарен. Является составной частью муниципалитета  Карташу. По старому административному делению входил в провинцию Рибатежу. Входит в экономико-статистический  субрегион Лезирия-ду-Тежу, который входит в Рибатежу. Население составляет 903 человека на 2001 год. Занимает площадь 41,34 км².
Покровителем района считается Дева Мария (порт. Nossa Senhora da Espectação do Ó). 